# Nerium
Nerium este un gen de plante din familia Apocynaceae. Singura specie a genului acceptată pe larg, Nerium oleander (numită leandru în română), este una dintre cele mai toxice plante de grădină cultivate în mod obișnuit, având toxice toate părțile sale.
Conform Catalogue of Life, genul mai are două specii cunoscute.
| Nerium | \| \| Nerium indicum \| \| \| \| \| \| Nerium mascatense \| \| \| \| \| \| Nerium oleander \| \| \| \| |
|        | \| \| Nerium indicum \| \| \| \| \| \| Nerium mascatense \| \| \| \| \| \| Nerium oleander \| \| \| \| |
|        | Nerium indicum                                                                                         |
|        | |
|        | Nerium mascatense                                                                                      |
|        | |
|        | Nerium oleander                                                                                        |
|        | |